# Nowopokrowskaja
Nowopokrowskaja (russisch Новопокро́вская) ist eine Staniza in der Region Krasnodar (Russland) mit 19.684 Einwohnern (Stand 14. Oktober 2010).

## Geographie
Der Ort liegt im nordöstlichen Kuban-Gebiet im Kaukasusvorland, etwa 170 Kilometer Luftlinie nordöstlich des Regionsverwaltungszentrums Krasnodar, am Oberlauf des Flusses Jeja unweit dessen Quelle. Südwestlich der Staniza liegt ein gut 15 km² großes Waldgebiet, eines der wenigen der Region.
Nowopokrowskaja ist Verwaltungszentrum des gleichnamigen Rajons Nowopokrowskaja. Zur Ländlichen Siedlung Nowopokrowskaja gehören neben der Staniza noch die kleine Ansiedlungen Gorki (7 km nordöstlich), Jeja (9 km nordwestlich) und Lesnitschestwo („Försterei“, im Waldgebiet 13 km südwestlich).

## Geschichte
Der Ort wurde 1827 von Umsiedlern aus den Gouvernements Woronesch, Kursk und Charkow gegründet. Zuerst war er unter der Bezeichnung Nowo-Pokrowskaja, auch Karassun bekannt: Pokrow bezeichnet Schutz und Fürbitte der Heiligen Muttergottes, eines der „Großen Feste“ der Russisch-Orthodoxen Kirche, nowo- für neu- wurde zur Unterscheidung von der Vielzahl von Dörfern mit den Namen Pokrowskoje oder Pokrowskaja vorangestellt, Karassun, heute in der Form Korsun, ist der Name eines beim Ort in die Jeja mündenden Flüsschens. 1848 wurden die Bewohner in den Kosakenstand erhoben und das Dorf damit zur Staniza. Im Rahmen der verwaltungstechnischen Organisation des Gebietes wurde sie später der Abteilung (Otdel) Kawkasskaja der Oblast Kuban zugeordnet.
1924 wurde Nowopokrowskaja Verwaltungszentrum eines neu geschaffenen Rajons.

### Bevölkerungsentwicklung
| Jahr | Einwohner |
| ---- | --------- |
| 1897 | 9.136     |
| 1939 | 10.370    |
| 1959 | 11.361    |
| 1970 | 15.447    |
| 1979 | 17.333    |
| 1989 | 18.643    |
| 2002 | 19.095    |
| 2010 | 19.684    |

Anmerkung: Volkszählungsdaten

## Wirtschaft und Infrastruktur
In Nowopokrowskaja als Zentrum eines Landwirtschaftsgebietes mit Anbau von Getreide, technischen Kulturen und Obst sowie Viehzucht gibt es Betriebe der Lebensmittelindustrie und zwei Fabriken für Landtechnik und Dampfkessel (Nowopokrowskfermmasch und Kubanselmasch).
Die Staniza liegt an der 1897 eröffneten Eisenbahnstrecke Wolgograd – Salsk – Tichorezkaja (Stationsname Jeja; Streckenkilometer 488), die auf diesem Abschnitt von der Nordkaukasische Eisenbahn betrieben wird. Entlang der Bahnstrecke verläuft auch eine Regionalstraße von Tichorezk an der Magistrale M29 nach Salsk in der benachbarten Oblast Rostow.

## Persönlichkeiten
- Irina Kowaljowa (* 1964 in Nowopokrowskaja), Dichterin und Übersetzerin
- Arkadi Perwenzew (1911–1981), Schriftsteller, Stalinpreisträger; verbrachte seine Jugend in Nowopokrowskaja